# Bremer voetbalkampioenschap 1906/07
In 1906/07 werd het achtste Bremer voetbalkampioenschap gespeeld, dat georganiseerd werd door de Bremer voetbalbond. Bremer SC werd kampioen en nam deel aan de Noord-Duitse eindronde. De club lootte eerst FC Bremerhaven-Lehe 1899, maar deze club trok zich terug waardoor Bremer SC doorstootte naar de halve finale, waarin ze verslagen werden door Eintracht Braunschweig.

## Eindstand
| Plaats | Club                   | Wed. | W | G | V | Saldo | Ptn |
| ------ | ---------------------- | ---- | - | - | - | ----- | --- |
| 1.     | Bremer SC 1891         |      |   |   |   |       |     |
| 2.     | FV Werder Bremen       |      |   |   |   |       |     |
| 3.     | FC Elite Bremen        |      |   |   |   |       |     |
| 4.     | SuS 1896 Bremen        |      |   |   |   |       |     |
| 5.     | FV 1896 Komet Bremen   |      |   |   |   |       |     |
| 6.     | FC Lloyd Bremen        |      |   |   |   |       |     |
| 7.     | FC Britannia 01 Bremen |      |   |   |   |       |     |

|  | Kampioen |